# Aldeia Velha (Sabugal)
Aldeia Velha es una freguesia portuguesa del concelho de Sabugal, en el distrito de Guarda, con 18,85 km² de superficie y 431 habitantes (2001). Su densidad de población es de 22,9 hab/km².
Situada en las estribaciones de la Sierra de la Malcata, en el patrimonio históriclo-artístico de Aldeia Velha destacan la iglesia matriz de Santa Margarita, las capillas de Nuestra Señora de la Estrella, del Santo Cristo y de Nuestra Señora de los Gozos, y el puente medieval.